# Rádio Communidade de Lospalos
Rádio Communidade de Lospalos (RCL) ist ein osttimoresischer Hörfunksender, der im Mai 2000 von der UNESCO gegründet wurde. Sitz des Senders ist Lospalos, die Hauptstadt der Gemeinde Lautém. RCL ist die einzige Hörfunkstation, die speziell für die Region sendet. Das Programm spielt eine wichtige Rolle bei der Information und der Fortbildung der lokalen Bevölkerung. RCL sendet auf FM 100,1 MHz.